# 東京DC特区構想
東京DC特区構想（とうきょうディーシーとっくこうそう）とは東京都心に国直轄の地域を作るという構想。提唱者は猪瀬直樹。

## 概要
日本の首都である東京は一流企業が集中しているため莫大な税収をあげており、地方自治体の中で税収の偏在している東京とそれ以外で格差が生じている。
東京駅を中心に新宿駅までの約5キロを半径とした円の中を、首都機能に特化した国直轄の東京DC特区にする。東京DC特区の税収は地方自治体の税収格差の是正するため、財政の苦しい地方自治体に回すとしている。
但し強い連邦制を採る国とは違い、都道府県が明治維新以来のフランス型の地方自治制度の思想で国の強い監督下にあるため（フランス型の地方自治とは即ち全ての地域が極論すれば「国の直轄地」であり、国家に準じた強い自治権を持つ土地は無い）、「掛け声」的な面を除けば意義・意味のある事なのかと批判する識者もいる。